# Ehrenhausen an der Weinstraße
Pour les articles homonymes, voir Ehrenhausen (homonymie).
Ehrenhausen an der Weinstraße est un bourg autrichien du district de Leibnitz, en Styrie. La commune a été créée le 1er janvier 2015 à la suite de la fusion des communes d'Ehrenhausen, Berghausen, Ratsch an der Weinstraße et Retznei.